# Jean-Yves Leroux
Jean-Yves Leroux (né le 24 juin 1976 à Montréal dans la province de Québec au Canada) est un joueur professionnel canadien de hockey sur glace. Il évoluait au poste d'ailier gauche.

## Biographie
Ayant joué au niveau junior avec les Harfangs de Beauport dans la LHJMQ, il est repêché en 1994 par les Blackhawks de Chicago au 40e rang lors du repêchage d'entrée de la Ligue nationale de hockey. Il joue sa première saison professionnelle en 1996-1997 avec le Ice d'Indianapolis, équipe affiliée aux Blackhawks dans la Ligue internationale de hockey et joue même son premier match dans la LNH avec Chicago lors de cette saison.
Il devient régulier avec les Blackhawks à partir de la saison 1997-1998. Il passe quatre saisons avec l'équipe de la LNH et joue un total de 220 parties pour 38 points. Il joue la saison 2001-2002 dans la Ligue américaine de hockey avec les Admirals de Norfolk puis la saison suivante, il retourne dans sa province natale en jouant dans la Ligue de hockey semi-professionnelle du Québec (LHSPQ) puis la Ligue nord-américaine de hockey (LNAH) avant de se retirer au terme de la saison 2009-2010.
Depuis qu'il s'est retiré de sa carrière de hockeyeur, il entre dans le domaine de la construction et de l'immobilier.

## Statistiques
| Saison     | Équipe                   | Ligue      |     | Saison régulière | Saison régulière | Saison régulière | Saison régulière | Saison régulière |   | Séries éliminatoires | Séries éliminatoires | Séries éliminatoires | Séries éliminatoires | Séries éliminatoires |
| Saison     | Équipe                   | Ligue      | PJ  | B                | A                | Pts              | Pun              | PJ               | B | A                    | Pts                  | Pun                  |                      |                      |
| 1992-1993  | Harfangs de Beauport     | LHJMQ      | 62  | 20               | 25               | 45               | 33               | -                | - | -                    | -                    | -                    |                      |                      |
| 1993-1994  | Harfangs de Beauport     | LHJMQ      | 45  | 14               | 25               | 39               | 43               | 15               | 7 | 6                    | 13                   | 33                   |                      |                      |
| 1994-1995  | Harfangs de Beauport     | LHJMQ      | 59  | 19               | 33               | 52               | 125              | 17               | 4 | 6                    | 10                   | 39                   |                      |                      |
| 1995-1996  | Harfangs de Beauport     | LHJMQ      | 54  | 41               | 41               | 82               | 176              | 20               | 5 | 18                   | 23                   | 20                   |                      |                      |
| 1996-1997  | Ice d'Indianapolis       | LIH        | 69  | 14               | 17               | 31               | 112              | 4                | 1 | 0                    | 1                    | 2                    |                      |                      |
| 1996-1997  | Blackhawks de Chicago    | LNH        | 1   | 0                | 1                | 1                | 5                | -                | - | -                    | -                    | -                    |                      |                      |
| 1997-1998  | Blackhawks de Chicago    | LNH        | 66  | 6                | 7                | 13               | 55               | -                | - | -                    | -                    | -                    |                      |                      |
| 1998-1999  | Blackhawks de Chicago    | LNH        | 40  | 3                | 5                | 8                | 21               | -                | - | -                    | -                    | -                    |                      |                      |
| 1998-1999  | Wolves de Chicago        | LIH        | -   | -                | -                | -                | -                | 10               | 1 | 1                    | 2                    | 18                   |                      |                      |
| 1999-2000  | Blackhawks de Chicago    | LNH        | 54  | 3                | 5                | 8                | 43               | -                | - | -                    | -                    | -                    |                      |                      |
| 2000-2001  | Blackhawks de Chicago    | LNH        | 59  | 4                | 4                | 8                | 22               | -                | - | -                    | -                    | -                    |                      |                      |
| 2001-2002  | Admirals de Norfolk      | LAH        | 59  | 8                | 16               | 24               | 94               | 4                | 1 | 0                    | 1                    | 0                    |                      |                      |
| 2002-2003  | Garaga de Saint-Georges  | LHSPQ      | 26  | 9                | 30               | 39               | 29               | 8                | 2 | 3                    | 5                    | 8                    |                      |                      |
| 2003-2004  | Garaga de Saint-Georges  | LHSPQ      | 36  | 16               | 23               | 39               | 40               | 23               | 7 | 13                   | 20                   | 28                   |                      |                      |
| 2004-2005  | Radio X de Québec        | LNAH       | 40  | 10               | 27               | 37               | 56               | 14               | 3 | 8                    | 11                   | 27                   |                      |                      |
| 2005-2006  | Radio X de Québec        | LNAH       | 35  | 12               | 27               | 39               | 63               | -                | - | -                    | -                    | -                    |                      |                      |
| 2007-2008  | Radio X de Québec        | LNAH       | 41  | 12               | 18               | 30               | 54               | 13               | 2 | 8                    | 10                   | 8                    |                      |                      |
| 2008-2009  | Lois Jeans de Pont-Rouge | LNAH       | 31  | 5                | 20               | 25               | 69               | -                | - | -                    | -                    | -                    |                      |                      |
| 2009-2010  | Lois Jeans de Pont-Rouge | LNAH       | 13  | 1                | 5                | 6                | 17               | -                | - | -                    | -                    | -                    |                      |                      |
| Totaux LNH | Totaux LNH               | Totaux LNH | 220 | 16               | 22               | 38               | 146              | -                | - | -                    | -                    | -                    |                      |                      |

## Trophées et honneurs personnels
- 1992-1993 : nommé dans l'équipe des recrues de la LHJMQ.
- 1993-1994 : nommé dans la deuxième équipe d'étoiles de la LHJMQ.